# 川勝氏方
川勝 氏方（かわかつ うじかた）は、江戸時代中期の旗本。継氏系重氏流川勝家の5代当主。

## 生涯
正徳5年（1715年）、川勝氏令の嫡男として江戸に生まれた。享保16年（1731年）3月22日、初めて将軍徳川吉宗に謁見した。享保20年（1735年）9月19日、小姓組に列した。
宝暦5年（1755年）10月23日、父氏令の死去により、その家督（丹波・武蔵内700石）を継いだ。5年足らずの当主であった。
宝暦10年（1760年）9月24日、46歳で没した。家督は嫡男の氏定が継いだ。